# Kerttu Nurminen
Kerttu Anneli Nurminen, född 8 mars 1943 i Lahtis, är en finländsk glas- och keramikkonstnär.
Nurminen studerade 1966–1970 keramik vid Konstindustriella läroverket och har sedan 1972 verkat som glaskonstnär vid Notsjö glasbruk, där är den enda fast anställda formgivaren och bygger vidare på traditionerna med handblåst och färgat glas från Kaj Francks och Saara Hopeas tid. Hor har formgivit både bruksglas, serietillverkat konstglas och unika glasföremål.
Hon skapade 1983–1985 och 1990 Rosita-serien av glas, koppar och serveringsfat och sedan 1989 de populära, tvåfärgade Mondo-glasen med rund kupa och hög fot. 1999 tillkom Palazzo-serien i bland annat orangefärgat filigranglas, en teknik som hon sysslat med under tre decennier. Hennes glasskål Peace från 1999 ingick i Pro Arte-serien 2000.
I sina unika glasföremål, oftast stora flata fat med bildmotiv, har Nurminen använt graal-tekniken. En viktig inspirationskälla för henne har varit naturen; jorden, himlen, skogen och de olika årstiderna ingår som viktiga element i hennes produkter.
Nurminen har hållit egna utställningar sedan 1974 och deltagit i utställningar utomlands, bland annat Venedigbiennalen 1998. År 1996 mottog hon Kaj Franck-priset.